# Вацлав Јежек
Вацлав Јежек, (чеш. Václav Ježek;Звољен, 1. октобар 1923 - 27. август 1995, Праг) био је тренер фудбалске репрезентације Чехословачке када је освојено Европско првенство у фудбалу 1976. године.

## Биографија
Јежека више памте као славног тренера него као играча. Као играч играо је за разне аматерске клубове, након чега је прешао на тренерски посао. Прво је радио са омладинским тимовима. Тренер ФК Спарте из Прага први пут је постао 1964. година. Успио је да у потпуности преобрази тим и освоји два првенства Чехословачке 1965. и 1967. Након ових успјеха, напушта Чехословачку и сели се у Холандију. ФК АДО Ден Хаг тренирао је од 1969. до 1972. водећи их до трећег места у холандској лиги у сезони 1970-71 и финила холандског купа 1971/72. 
Након тога преузима функцију главног тренера репрезентације Чехословачке. Створио је нови тим од талентованих играча међу којима су Иво Виктор, Александар Венцел, Антоњин Паненка, Ладислав Јуркемик, Здењек Нехода, Антон Ондруш, Јарослав Полак и Јан Пиварник. Тим није успио да прође квалификације за Свјетско првенство 1974. али је  освојио Европско првенство у фудбалу 1976. побједивши у финалној утакмици Западну Њемачку након извођења једанестераца.
Након што Чехословачка није успјела да се квалификује на Свјетско првенство у фудбалу 1978. Јежека је замијенио његов помоћник Јозеф Венглош. Јежек се враћа у Холандију као тренер ФК Фајенорда. Највећи његов успјех са клубом из Ротердам је освојено друго мјесто у холандском првенству 1978/79 и холандски куп 1979/80. По одласку из Фајенорда, Јежек је у два наврата био тренер ФК Спарта Праг и започео дуг период успјеха овог клуба освајајући неколико пута чехословачко првенство. Један краћи период био је тренер ФК Цириха. Привремени главни тренер заједничког чешко-словачког тима, формираног након раздвајања Чешке и Словачке у новембру 1992, постао је 1993. Водио је тим на квалификацијама за Свјетско првенство у фудбалу 1994. године. Током деведесетих био је и члан руководства прашке Славије. 
Преминуо је у Прагу 1995. године, у 71. години. 
Изабран је за најбољег чешког фудбалског тренера у 20 вијеку. Од 1994. организује се турнир за младе репрезентације под називом Меморијал Вацлава Јежека.

## Трофеји

### Спарта Праг
- Првенство Чехословачке (6) : 1964/65, 1966/67, 1983/84, 1986/87, 1987/88, 1990/91.
- Куп Чехословачке (2) : 1983/84, 1987/88.

### Фајенорд
- Куп Холандије (1) : 1979/80.

### Репрезентација Чехословачке
- Европско првенство (1) : 1976.